# Mark Petering
Mark D. Petering (* 1973 in Milwaukee/Wisconsin) ist ein US-amerikanischer Komponist und Musikpädagoge.
Petering besuchte das Luther College und studierte an der Bowling Green State University und der University of Minnesota. Zu seinen Lehrern zählten Samuel Adler, Burton Beerman, Wallace Depue, John W. Downey, Marilyn Shrude und Judith Lang Zaimont. Seine Dissertationsarbeit war ein Bajankonzert für den moldawischen Akkordeonisten Stas Venglevski. Beim Aspen Music Festival nahm er Unterricht bei George Tsontakis. Seit 2005 ist er Direktor für Musiktheorie, Komposition und Musiktechnologie am Carthage College.
Peterings Kompositionen, die außer in den USA vor allem in Osteuropa und der Türkei bekannt wurden, wurden u. a. vom Milwaukee Symphony Orchestra, dem Milwaukee Chamber Orchestra, dem Buffalo Philharmonic Orchestra und dem Seattle Philharmonic Orchestra aufgeführt. 2003 erhielt er den Swan Composer Prize für The Swimming Pool. Im gleichen Jahr gewann er den Music Festival of the Hamptons Composition Contest mit dem Orchesterstück Train & Tower, das im Juli des Jahres auf dem Festivalgelände von Bridgehampton unter Leitung des Dirigenten Lukas Foss und Mitwirkung eines Zuges der Long Island Rail Road aufgeführt wurde. Weitere Auszeichnungen erhielt er von der ASCAP, den National Federation of Music Clubs und der National Guild of Community Schools of the Arts.

## Werke
- Train & Tower (nach Sibelius) für Orchester
- Fanfare & Reflection (nach Ravel) für Orchester
- Lake Summit (nach Strawinski) für Orchester
- Three Psalms - Concerto for Clarinet and String Orchestra
- Concerto for Tuba and Orchestra
- Concerto for Bayan and Orchestra
- Symphony No. 1
- Symphony No. 2
- Lamentations für Orchester
- Quilters' Psalm für Streichorchester
- The Tomten & the Fox für Orchester
- Sacred Song für Orchester
- The Swimming Pool für Bläserensemble oder Orchester
- String Quartet No. 1
- 3 Pieces for Mixed Trio
- Prelude for Kakadu Rain für Flöte oder Violine, Cello und Klavier
- Vitruvian Man für Flöte, Klarinette, Violine, Cello und Klavier
- River Silver für Klarinette, Flöte oder Violine und Klavier
- 5 Pieces for Wind Quintet
- Duo for Violin
- Madhouse für Flöte, Klarinette, Violine, Cello und Klavier
- In Memoriam für Trompete und Klavier
- Three Pieces for Piano
- Oasis de lumière für Solovioline
- Bachiana für Cello oder Fagott solo
- Life Cacle, elektroakustische Musik
- Life Cycle II, elektroakustische Musik
- Digital Muse
- Digital Muse II
- Zabriskie Point: The Gen X River of Retrospective, elektroakustische Musik
- Ten Years Apprenticeship in Fantasy für Mezzosopran
- Virginia Dreams für Sopran und Klavier
- Impossible Hues für Alt und Klarinette
- Alleluia für gemischten Chor
- Ajax to his Sword für gemischtes Orchester
- Dance Suite für Klavier